# موريس أنكروم
موريس أنكروم (بالإنجليزية: Morris Ankrum)‏ مواليد 27 أغسطس 1896 في إلينوي، الولايات المتحدة - الوفاة 2 سبتمبر 1964 في باسادينا، الولايات المتحدة، هو ممثل أمريكي بدأ مسيرته الفنية سنة 1933. امتدت مسيرته الفنية لأكثر من 31 عاما. درس في جامعة كاليفورنيا الجنوبية.

## الأعمال
- الكوميديا الإنسانية
- فتيات هارفي
- جان دارك
- من الأرض إلى القمر
- لاسي
- غان سموك
- ذا ريفلمان
- بونانزا
- بيري ماسون

## روابط خارجية
- موريس أنكروم على موقع IMDb (الإنجليزية)
- موريس أنكروم على موقع ألو سيني (الفرنسية)
- موريس أنكروم على موقع أول موفي (الإنجليزية)
- موريس أنكروم على موقع قاعدة بيانات برودواي على الإنترنت (الإنجليزية)
- موريس أنكروم على موقع قاعدة بيانات برودواي على الإنترنت (الإنجليزية)
- موريس أنكروم على موقع قاعدة بيانات الأفلام السويدية (السويدية)
- موريس أنكروم على موقع إن إن دي بي (الإنجليزية)
- موريس أنكروم على موقع قاعدة بيانات الفيلم (الإنجليزية)
- موريس أنكروم على موقع كينوبويسك (الروسية)